# CF Indios
Club de Fútbol Indios, conocido popularmente como Indios, es un equipo de fútbol de la Segunda División de México y juega en la Liga Premier. Después del fracaso del Club de Fútbol Indios de Ciudad Juárez, el cual desapareció por los pésimos manejos de su presidente, la Universidad Autónoma de Ciudad Juárez creó este nuevo equipo en la Segunda División de México, donde la mayoría de los jugadores son estudiantes de la máxima casa de estudios.